# 蘇欣多爾市鎮

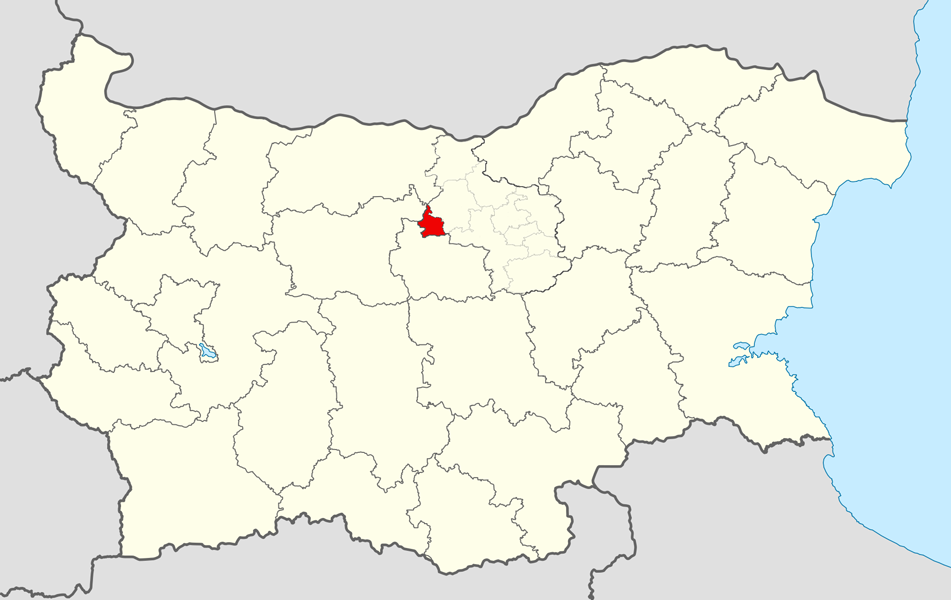

43°10′N 25°11′E / 43.167°N 25.183°E
蘇欣多爾市鎮，是保加利亞中北部大特爾諾沃州的市鎮，行政中心为蘇欣多爾，面積157.55平方公里，2009年人口3,046，人口密度每平方公里19.33人。